# Félix Poilleux
Pour les articles homonymes, voir Poilleux.
Félix Charles Poilleux, né le 11 octobre 1903 dans le 16e arrondissement de Paris et décédé le 13 août 1981 à Breuilpont (Eure), est un chirurgien, professeur de médecine et écrivain français.
Il fut président de l'Académie de Chirurgie en 1976.

## Biographie
Il est chirurgien des hôpitaux de Paris jusqu'en 1970. Il devient professeur de séméiologie et clinique chirurgicale la Faculté de médecine de Paris jusqu'en 1974.
Il est élu en 1974 à Académie de médecine puis à Académie nationale de chirurgie.
Il fut président de l'Académie de chirurgie en 1976,.
Félix Poilleux est surtout connu pour ces ouvrages médicaux sur la chirurgie.
Il est également officier de la légion d'honneur et chevalier de l'ordre national du Mérite.
Son fils Jacques Poilleux est également chirurgien. Il est membre de Académie nationale de chirurgie et fut président de cette institution en 2009, vice-président en 2010 et secrétaire général de 2002 à 2006,.

## Décorations
- Officier de la Légion d'Honneur
- Chevalier de l'Ordre du Mérite